# Albrecht z Křenovic
Albrecht z Křenovic (také německy Albrecht von Krenowitz, Albert, příjmením také jako Crenowitz, Crenowicz, Crenwicz apod., † po roce 1353) byl kladským purkrabím a zemským hejtmanem a správcem Kladského hrabství. 

## Život
Páni z Křenovic se jmenovali podle obce Křenovice (polsky Krzanowice), které tehdy byly součástí Opavského vévodství. Pocházeli z větve moravské šlechtické rodiny Fulštejnů (německy von Füllstein).
V roce 1340 je Albrecht von Křenovic zmíněn v dokumentu z Kameneckého kláštera jako kladský hejtman (capitaneus terre nostre).  
V roce 1341 byl členem družiny svídnického knížete Boleslava (Bolka) II. a v letech 1346–1353 vlastnil žacléřské panství na Trutnovsku. V letech 1350-1353 byl správcem Kladska. 
Albrechtův syn téhož jména v roce 1365 prodal kameneckému opatství privilegium nad vévodskými právy ve Velké Osině (Groß-Nossen) a Malé Nosině (Wenig-Nossen) ve Minsterberském vévodství. Současně s tím se vzdal zmíněných oblastí pro sebe a své bratry Herberta, Eckericha a Konráda, kteří patřili k jednotce opavského vévody Mikuláše II.